# Givraines
Givraines – miejscowość i gmina we Francji, w Regionie Centralnym, w departamencie Loiret.
Według danych na rok 1990 gminę zamieszkiwało 326 osób, a gęstość zaludnienia wynosiła 29 osób/km² (wśród 1842 gmin Centre, Givraines plasuje się na 819. miejscu pod względem liczby ludności, natomiast pod względem powierzchni na miejscu 1084.).